# Chau Say Tevoda
Chau Say Tevoda (Khmer: ប្រាសាទចៅសាយទេវតា) er et tempel ved Angkor, Cambodia. Det ligger en smule øst for Angkor Thom, over Sejrsvejen fra Thommanon (det er tidligere end det sidste og efter det første). Bygget i midten af det 12. århundrede er det et hindutemepel bygget i Angkor Wat-stil. pr. 2005 var det under restaurering af et kinesisk hold og adgang til templet var begrænset.
13°26′43″N 103°52′40″Ø / 13.445277777778°N 103.87777777778°Ø